# Kapalong
Kapalong ist eine philippinische Stadtgemeinde in der Provinz Davao del Norte. Sie hat 76.334 Einwohner (Zensus 1. August 2015).

## Baranggays
Kapalong ist politisch in 14 Baranggays unterteilt.
- Semong
- Florida
- Gabuyan
- Gupitan
- Capungagan
- Katipunan
- Luna
- Mabantao
- Mamacao
- Pag-asa
- Maniki (Poblacion)
- Sampao
- Sua-on
- Tiburcia